# Palais de la République (Minsk)
Le palais de la République (biélorusse : Палац Рэспублікі) est un bâtiment public du gouvernement situé à Minsk en Biélorussie. Il est utilisé pour les fonctions officielles de l'État, y compris les forums, les réunions, les conventions, les concerts, les orchestres symphoniques et les événements du nouvel an.

## Situation
Le bâtiment s'élève sur le côté nord-ouest de la place d'Octobre dans le centre-ville de Minsk.

## Histoire
Selon son site officiel, l'idée de ce bâtiment a été proposée par Piotr Macherov, premier secrétaire du comité central du Parti communiste de Biélorussie. En 1982, un concours est organisé pour déterminer l'architecture du bâtiment qui est remporté par l'institut Belgosproject dirigé par l'architecte Leonty Zdanevich. La construction commence en 1985, mais est arrêtée à la suite des bouleversements politiques causés par la chute de l'Union soviétique.
La construction reprend en 1995 sur ordre d'Alexandre Loukachenko, le premier président élu de la république de Biélorussie. Les travaux de construction s'achèvent en octobre 1997 et le palais devient pleinement opérationnel le 31 décembre 2001.
Le palais abrite notamment les séances de l'Assemblée du peuple biélorusse.

## Architecture
Le palais est construit en béton armé sur un plan quadrangulaire rythmée par une colonnade sur l'ensemble de ses faces. Les colonnes ainsi que l'entablement qui les surmonte sont recouverts de granit. La façade principale est composée d'un vitrage qui éclaire le hall d'accueil du bâtiment.
Il abrite deux amphithéâtres de 500 et 2 700 places, ainsi qu'un centre de presse et plusieurs salles de conférences.